# 애완동물

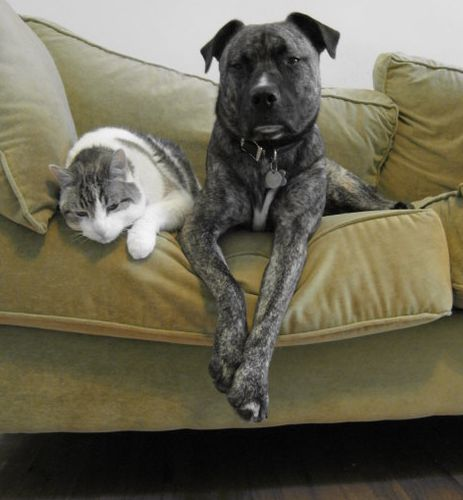
대표적인 반려동물인 고양이와 개

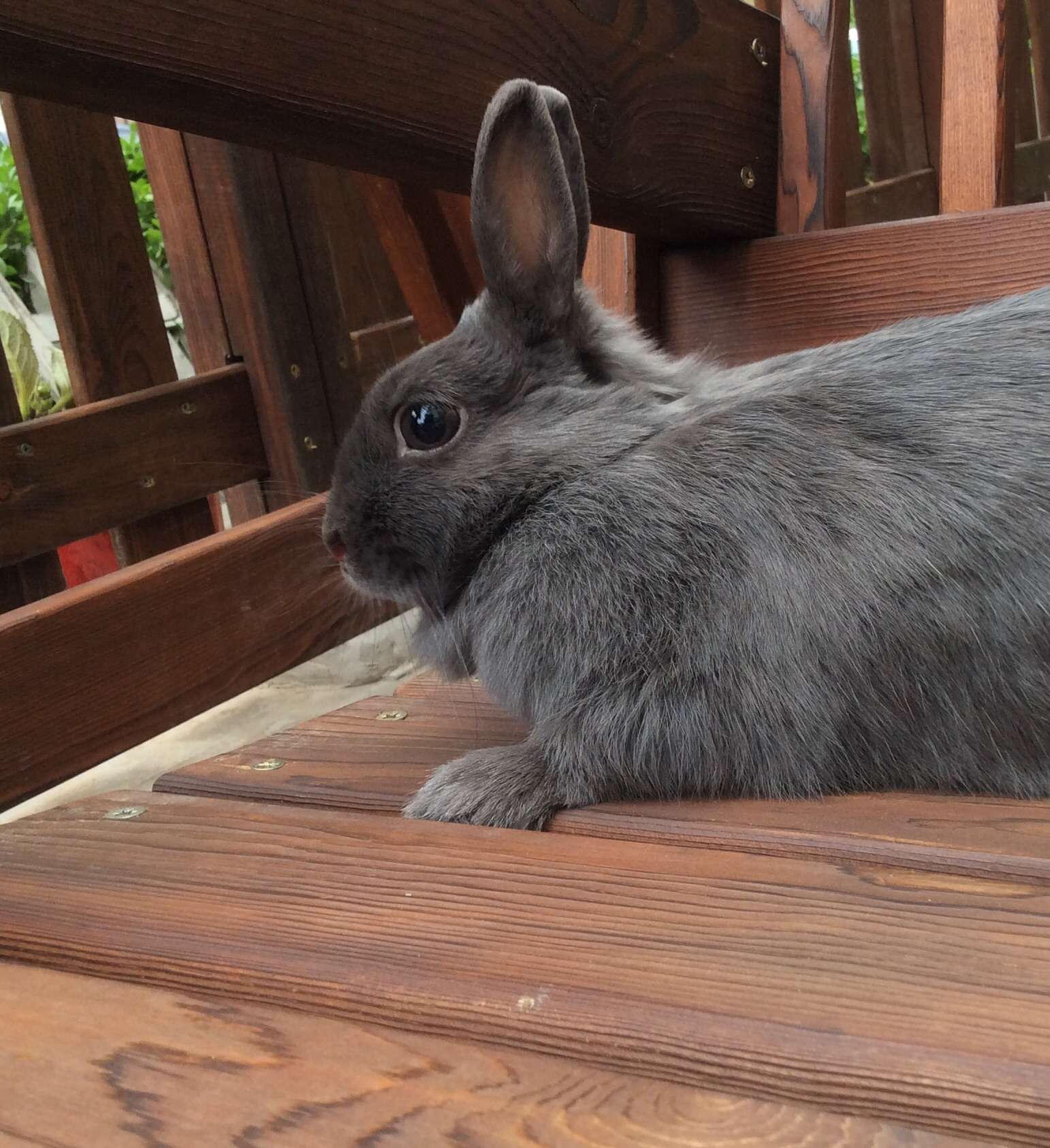
그네를 타고 있는 네덜란드 드워프 토끼

애완동물(愛玩動物, 영어: pet)은 인간이 주로 가까이 두고 귀여워하거나 즐거움을 위해 사육하는 동물을 말한다. 오늘날에는 동물을 인간의 즐거움을 위한 소유물이 아니라, 반려자(친구)로서 대우하자는 의미에서 반려동물(伴侶動物, 영어: companion animal)이라는 표현을 더 많이 사용한다.
반려동물은 인간의 동반자로서 살아가는 동물로, 안내견 등의 보조동물을 포함하는 말로 사용된다. 다만 보조동물은 반려동물 출입 금지의 예외가 되는 경우가 많고 일반 반려동물과는 구분된다.
동물보호법 시행규칙에 따르면 '개, 고양이, 토끼, 페럿, 기니피그 및 햄스터'를 지칭하며, 일반적으로 이와 비슷한 포유류까지 반려동물로 인정되며, 조류의 경우도 널리 인정되는 편이다.
금붕어 같은 관상용 물고기 등이 인간과 더불어 살아갈 수 있는지 논란이 있다. 관상용 물고기를 사육하는 사람의 경우도 일부는 자신의 물고기를 반려 물고기라 생각하는 경우가 많다.
반려동물이라고 생각하는 사람이 기르는 관상용 물고기는 반려동물에 해당된다고 볼 수도 있으나, 사전적으로나 법적으로나, 애완 목적으로만 기르는 사람의 관상용 물고기는 반려동물에 해당된다고 볼 수 없다. 스페인에서 코로나19 범유행 당시 어항을 들고 금붕어와 산책하려던 사람이 있었으나 반려동물 동반 외출로 인정되지 않았다.

## 용어의 역사
메리엄-웹스터사전에 따르면 반려동물은 영어에서 1897년에 처음 사용되었다.
1983년 10월 27일부터 28일까지, 콘라트 로렌츠를 축하하는 심포지엄인 The Human-pet Relationship가 열렸으며, 이 심포지엄을 계기로 널리 사용되게 되었다고 알려져 있다.

## 종류

### 종에 따른 구분

#### 포유류
포유류(개, 고양이, 소동물 등)의 동물이 반려동물로 많이 사육된다.

#### 조류
조류(십자매, 앵무새,  문조, 카나리아 등)의 동물도 반려동물로 사육하는 사람이 있고, 인간과 교감할 수 있어 반려동물로 여기고 사육하는 사람이 있다. 표준국어대사전에서는 반려동물의 예시에 포함되어 있으나, 동물보호법 시행규칙에는 포함되지 않았다.

#### 기타
어류(금붕어, 열대어 등), 파충류(뱀, 도마뱀, 카멜레온, 거북 등) 등을 반려동물로 여기고 사육하는 사람이 있으나, 모든 이들에게 반려동물로 받아들여지진 않고, 반려동물이라고 여기지 않고 애완동물로 여기며 사육하는 사람도 많아 있다.

### 그 외의 구분
가축화(순화)가 이루어져 길들여진 동물과, 그렇지 않아서 사나운 동물로 나눌 수 있다. 안전을 위해 길들여지지 않은 동물의 사육이 금지되는 지역도 있고 난폭한 품종의 사육이 규제되기도 한다. 또한 역할에 따라 보조동물과 일반 반려동물로 나눌 수 있다.

## 용어 논란
사전적으로 반려동물과 애완동물은 완전히 겹치는 단어는 아니지만, 많은 사람들이 기르는 주류 애완동물은 반려동물에 포함되고, 그 외의 동물의 경우 사육자가 스스로 자신의 동물을 반려동물이라 여긴다면 반려동물로 볼 수 도 있어 의미가 유사하다.
인간과 함께 할 수 있는 동물에 대해서 반려동물이라는 말을 쓰는게 낫다는 시각이 있는 반면, 비상상황에서 인간 대신 개를 구조하는 것은 부자연스럽다며 반려동물 용어 사용을 비판하는 사람도 있다.

## 같이 보기
- 동물권
- 동물법
- 유기동물
- 반려견
- 애니멀 호더